# Råsjön, Medelpad
Råsjön är en sjö i Ånge kommun i Medelpad och ingår i Ljungans huvudavrinningsområde. Sjön är 6,3 meter djup, har en yta på 0,53 kvadratkilometer och befinner sig 322,1 meter över havet. Sjön avvattnas av vattendraget Råsjöån. Vid provfiske har abborre, gädda och mört fångats i sjön.

## Delavrinningsområde
Råsjön ingår i det delavrinningsområde (692130-149043) som SMHI kallar för Utloppet av Råsjön. Medelhöjden är 351 meter över havet och ytan är 3,86 kvadratkilometer. Räknas de 7 avrinningsområdena uppströms in blir den ackumulerade arean 36,63 kvadratkilometer. Råsjöån som avvattnar avrinningsområdet har biflödesordning 2, vilket innebär att vattnet flödar genom totalt 2 vattendrag innan det når havet efter 131 kilometer. Avrinningsområdet består mestadels av skog (64 procent) och sankmarker (14 procent). Avrinningsområdet har 0,53 kvadratkilometer vattenytor vilket ger det en sjöprocent på 13,7 procent.